# Умеров, Рустем Энверович
Русте́м Энве́рович Уме́ров (крымскотат. Rustem Enver oğlu Umerov, укр. Рустем Енверович Умєров; род. 19 апреля 1982, Булунгур, Самаркандская область) — украинский государственный и политический деятель и предприниматель крымскотатарского происхождения. С 18 июля 2025 года — секретарь Совета национальной безопасности и обороны Украины. Народный депутат Украины IX созыва (2019—2022) от партии «Голос». Председатель Фонда государственного имущества Украины (2022—2023). Министр обороны Украины с 6 сентября 2023 по 17 июля 2025 года.
Делегат Курултая крымскотатарского народа и советник Мустафы Джемилева.
Владеет 5 языками.

## Биография

### Семья
Родился в 1982 году в городе Булунгур, Самаркандской области Узбекской ССР, в семье выходцев из города Алушты. Этнический крымский татарин и мусульманин-суннит. Отец — Энвер Сейдаметович Умеров, инженер-технолог. Мать — Мерьем Ирфановна Умерова, инженер-химик. Старший брат Омер Кырымлы Аслан (по рождению — Руслан; род. 1976) является одним из спонсоров Меджлиса крымскотатарского народа.
Один из его прадедов Сейт-Ибраим являлся сельским головой в одном из сёл близ Алушты, владел кофейней в Алуште. Другой прадед, Амет Мустафа, был имам-хатыбом Алуштинской мечети.
В мае 1944 года семья Умеровых была депортирована из Крыма в Центральную Азию. В начале 1990-х годов, во время репатриации крымских татар, семья Умеровых смогла вернуться в Алушту.
Рустем Умеров состоит в браке, воспитывает трёх детей.

### Образование

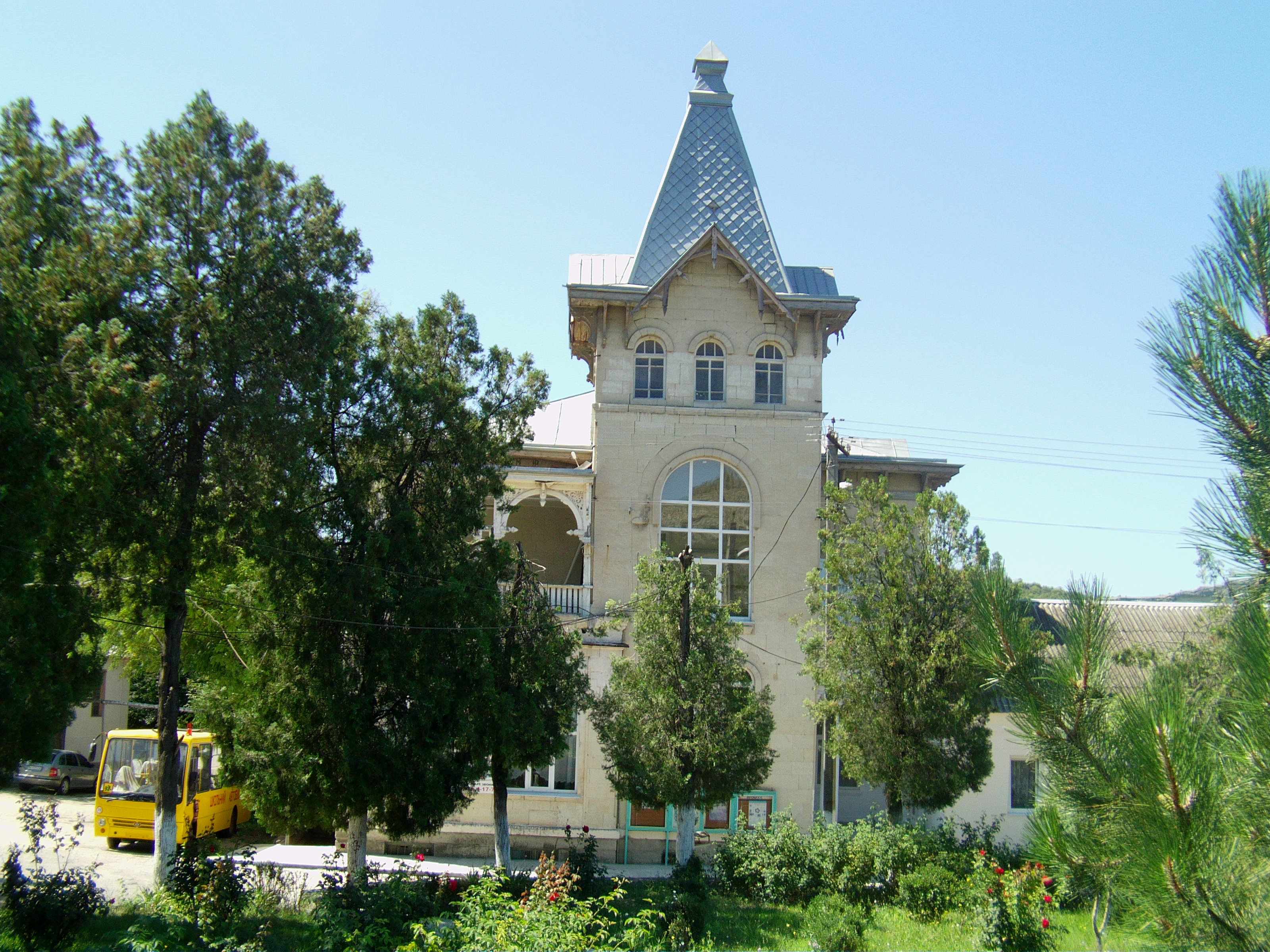
Гимназия, где учился Умеров

Рустем Умеров окончил Крымскую гимназию-интернат для одарённых детей в селе Танковое, где учился с 1993 года по 1998 год. По данным турецкого издания Cumhuriyet, данная гимназия являлась частью образовательной сети проповедника и общественного деятеля Фетхуллаха Гюлена. После окончания гимназии прошёл стажировку в США по программе Future Leaders Exchange (FLEX), которая осуществляется Государственным департаментом США. Вернувшись на Украину, окончил экономический факультет Национальной академии управления по специальности «финансы и кредит».

### Карьера
Начал свою карьеру в компании lifecell (оператор мобильной связи Украины), которой владел турецкий оператор Turkcell, занимая различные руководящие должности с 2004 по 2010 годы.
- 2003—2007 — техническая дирекция, Департамент развития сети GSM/TDMA — начальник отдела управления сайтами и юридического сопровождения;
- 2007—2010 — Финансовая Дирекция — Начальник Департамента закупок, логистики, управления контрактами;
- 2010 — Дирекция маркетинга, продаж и отношений с абонентами — Начальник Департамента трансформации; Дирекция продаж в индивидуальном сегменте — Начальник Департамента дистрибуции и альтернативных каналов продаж;
- 2010—2011 — управляющий директор в ICG Investments;
- 2011—2013 — управляющий директор в iCapital;
- 2013—2019 — Управляющий директор компании ASTEM[13]. Компания ASTEM управляет инвестициями в сферах коммуникаций, информационных технологий и инфраструктуры[14].

### Общественная и политическая деятельность

#### В Крыму
В 2007 году был среди основателей общественной организации «Землячество крымских татар», которая сосредоточена на развитии региональных представительств крымских татар на территории Украины. В 2007 году также стал соучредителем молодёжной организации Меджлиса крымскотатарского народа «Бизим Къырым». С 2011 по 2013 год был соучредителем и президентом Фонда развития Крыма, который в частности занимался организацией международных встреч лидера Меджлиса Мустафы Джемилева. В 2012 стал соучредителем и членом правления Крымской международной бизнес ассоциации. В 2014 году был среди учредителей благотворительного фонда «Евкаф».
В 2012 году семья Умеровых выступила инициатором реставрации мечети Орта-Джами в городе Бахчисарае. Финансирование обеспечивалось за счёт личных средств семьи Умеровых и завершилось в следующем году.
Являлся делегатом Курултая крымскотатарского народа V (2007) и VI (2012) созывов. С 2007 года Умеров — советник Мустафы Джемилева. В августе 2012 года участвовал во встрече Джемилева с властями самопровозглашённой Турецкой Республики Северного Кипра.

#### С 2014 года
Умеров вплоть до 2023 года являлся непубличным политиком. С 2014 года был куратором от Меджлиса в вопросах обмена политических заключённых из Крыма. В 2017 году участвовал в переговорах по обмену Ахтем Чийгоза и Ильми Умерова.
Накануне парламентских выборов 2019 года представители партии «Голос» искали кандидатуру крымского татарина для проходной части списка. Лидеру партии Святославу Вакарчуку, который учился и преподавал в Стэнфордском университете, Майкл Макфол и Фрэнсис Фукуяма порекомендовали взять на вакантную позицию в списке именно Умерова, финансировавшего одну из программ для студентов Стэнфорда. В список «Голоса» Умеров вошёл под № 18. В парламенте стал секретарём комитета Верховной рады Украины по вопросам прав человека, деоккупации и реинтеграции временно оккупированных территорий в Донецкой, Луганской областях и Автономной Республики Крым, города Севастополя, национальных меньшинств и межнациональных отношений. Заместитель члена Постоянной делегации в Совете Европы. В качестве депутата являлся соавтором почти 100 законопроектов.
В июле 2022 года возглавил Временную специальную комиссию парламента по вопросам мониторинга получения и использования международной материально-технической помощи во время военного положения.
В 2020 году вошёл в рабочую группу Совета национальной безопасности и обороны Украины по разработке стратегии деоккупации Крыма. В декабре 2020 года стал сопредседателем инициативы «Крымская платформа». Был одним из координаторов строительства жилья для крымских татар, которое в апреле 2021 года пообещала построить Турция в лице президента Реджепа Эрдогана.
Весной 2022 года во время российского вторжения входил в состав украинской делегации на нескольких этапах переговоров с Российской Федерацией. Участвовал в переговорах по обмену пленными. 28 марта стало известно, что у Умерова и Романа Абрамовича были выявлены признаки отравления. В сентябре 2022 года участвовал в обмене сотни военнопленных из «Азова» на политика Виктора Медведчука. По данным The New York Times, Умеров был одним из ключевых представителей Украины на переговорах с Россией в первые месяцы полномасштабного вторжения. Кроме того, Рустем Умеров был вовлечён в переговоры по Черноморской зерновой инициативе.
За работу по обмену пленными президент Украины Владимир Зеленский предложил Умерову возглавить Фонд государственного имущества Украины. В сентябре 2022 года Умеров был утверждён в качестве председателя Фонда госимущества. На должности руководителя фондом Умерову удалось избежать коррупционных скандалов. Во время руководства Умерова фонд сумел получить от малой приватизации 5,2 миллиарда гривен.

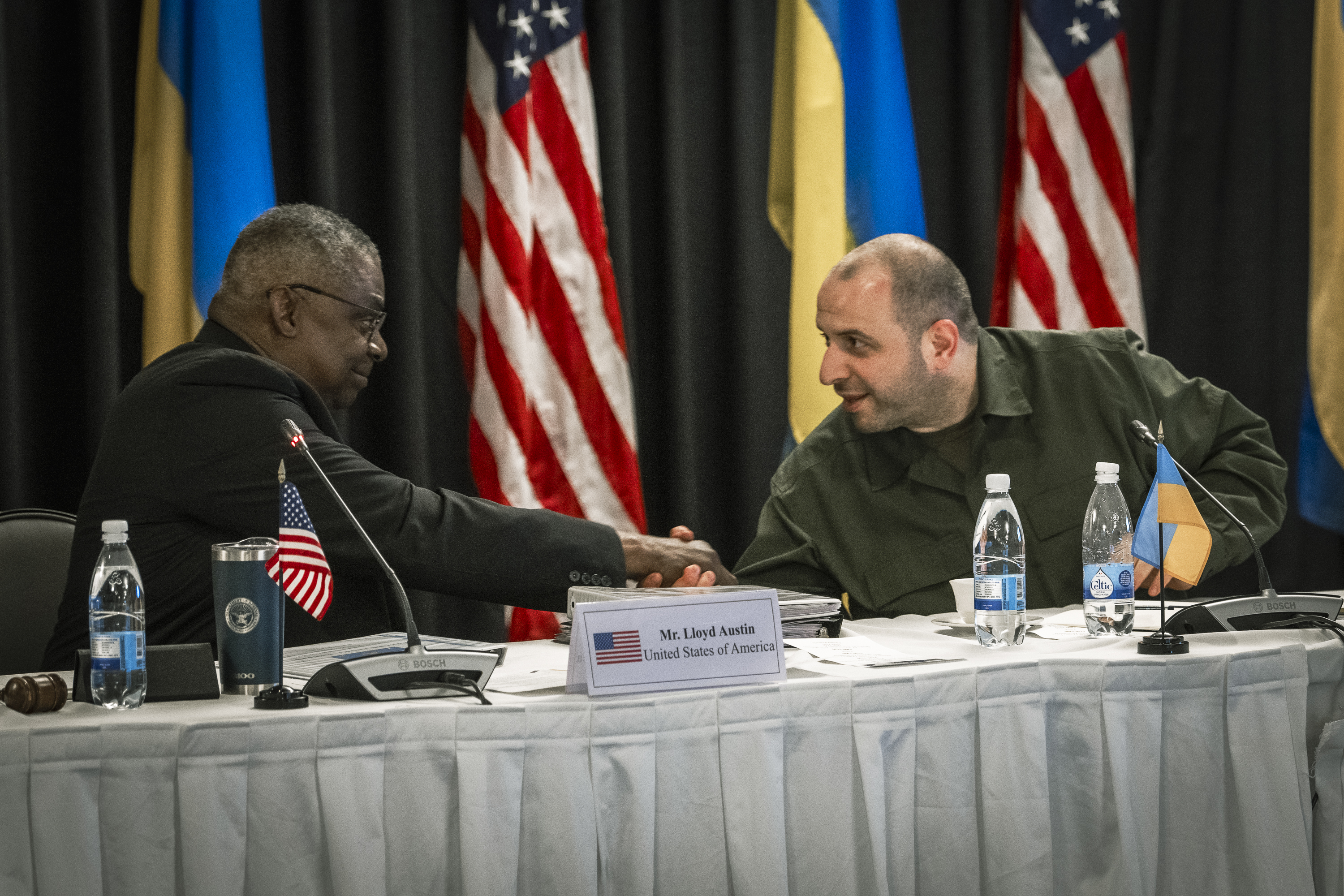
Рустем Умеров и министр обороны США Ллойд Остин на авиабазе Рамштайн, 19 сентября 2023 года

В марте 2023 года Умеров сопровождал первую леди Елену Зеленскую во время визита в ОАЭ, а мае — президента Владимира Зеленского во время визита в Саудовскую Аравию.
3 сентября 2023 года президент Зеленский объявил об увольнении министра обороны Алексея Резникова и своём решении обратиться к парламенту страны с просьбой назначить на эту должность Рустема Умерова. На следующий день Умеров подал заявление в парламент об увольнении с должности председателя Фонда государственного имущества. В качестве министра обороны Украины был утверждён 6 сентября 2023 года, когда за его назначение в парламенте «за» высказались 338 депутатов. Таким образом Умеров стал первым украинским министром из числа мусульман и крымских татар.
16 июля 2025 года Верховная рада Украины проголосовала 261 голосами (при 226 необходимыми), за отставку правительства Шмыгаля. В новом правительстве, Умеров не получил должности министра.
18 июля 2025 года указом президента Украины Владимира Зеленского, назначен на должность секретаря Совета национальной безопасности и обороны Украины.

## Награды
- Орден «За заслуги» III степени (23 августа 2021 года) — за значительный личный вклад в государственное строительство, укрепление обороноспособности, социально-экономическое, научно-техническое, культурно-образовательное развитие Украинского государства, весомые трудовые достижения, многолетний добросовестный труд и по случаю 30-летия независимости Украины[31].